# ريتشارد فون كوهلمان
ريتشارد فون كوهلمان (بالألمانية: Richard von Kühlmann)‏ كان ألمانيٍّا دبلوماسيًّا، شغل منصب وزير الشؤون الخارجية لألمانيا من 6 أغسطس 1917 إلى 9 يوليو 1918. عمل خلال الحرب العالمية الأولى كمستشار في سفارة القسطنينية.

## روابط خارجية
- ريتشارد فون كوهلمان على موقع الموسوعة البريطانية (الإنجليزية)
- ريتشارد فون كوهلمان على موقع مونزينجر (الألمانية)